# シェリル・ウーダン
シェリル・ウーダン（Sheryl WuDunn、中国名 伍潔芳、1959年11月16日 - ）は、アメリカ合衆国の投資家、作家である。
テクノロジー、ニューメディア、新興市場の成長企業に焦点を当てたシニアバンカーであり、ダブルボトムライン企業、代替エネルギー問題、女性起業家についても取り組んでいる。ゴールドマン・サックスで個人資産管理アドバイザーを務めた経験もあり、以前はニューヨーク・タイムズ社のジャーナリストであり、同社の役員でもあった。現在は、ニューヨークで中小企業にサービスを提供するブティック型投資銀行であるMid-Market Securitiesのシニア・マネージング・ディレクターを務めている。
中国系アメリカ人3世であり、ニューヨーク・タイムズ社に採用された初のアジア系アメリカ人記者である。中国語と日本語を多少話す。
ペンシルバニア大学とミドルベリー大学から名誉博士号を授与された。2011年秋にイェール大学ジャクソン国際問題研究所の上級講師を務めた。また、ブルームバーグTV、NPR、『コルベア・レポー』、『チャーリー・ローズ』などのテレビ・ラジオ番組で中国や世界情勢に関するコメンテーターとして活動するほか、国際通貨基金、世界銀行、外交問題評議会などでも講演を行っている。

## 生涯
中国系アメリカ人の家庭に生まれ、ニューヨーク市マンハッタンのアッパー・ウエスト・サイドで育った。1981年にコーネル大学からヨーロッパ史の学士号(B.A.)を取得した。
バンカーズ・トラストで国際融資担当者として3年間勤務した。その後、ハーバード・ビジネス・スクールで経営学修士号(MBA)を取得し、プリンストン大学ウッドロウ・ウィルソン・スクールで公共経営修士号(MPA)を取得した。
1988年に『ニューヨーク・タイムズ』記者のニコラス・クリストフと結婚した。『ウォールストリート・ジャーナル』などを経て、1989年にニューヨーク・タイムズ社に入社し、特派員として北京支局や東京支局に派遣された。同紙では、世界のエネルギー、世界市場、海外テクノロジー、海外産業を取材し、中国の経済成長から日本のテクノロジー、ロシアの石油・ガスからブラジルの代替エネルギーに至るまで、国際的なビジネストピックを担当した。また、『ニューヨーク・タイムズ』の翌日の記事を紹介するテレビ番組『ニューヨーク・タイムズ・ページ・ワン』のキャスターを務めた。ニューヨーク・タイムズ社の戦略企画部と発行部では、次世代の新聞読者の育成に尽力した。ニューヨーク・タイムズ社の中で、報道と経営の両方のキャリアを経験した、数少ない人物の一人である。
ゴールドマン・サックスの投資運用部門で副社長として個人資産管理アドバイザーを務めた後、本を書くために退職した。
1989年の天安門事件の報道で、夫のクリストフと共に、1990年のピューリッツァー賞国際報道部門を受賞した。夫婦でのピューリッツァー賞受賞は初めてのことであり、また、アジア系アメリカ人女性記者としても初のピューリッツァー賞受賞となった。また、中国での取材でジョージ・ポルク賞とアメリカ海外特派員クラブ賞も受賞している。
2009年には、クリストフと共にデイトン文学平和賞の生涯功労賞を受賞した。2011年には、『ニューズウィーク』誌の「世界を動かす150人の女性」の一人に選ばれた。
2015年、彼女はONE Campaignが署名を募っていた公開書簡に署名した。この書簡は、ドイツ首相のアンゲラ・メルケルと南アフリカの政治家のヌコサザナ・ドラミニ・ズマに宛てられたもので、新たな開発目標を確立する2015年9月の主要な国連サミットにおいて、開発資金の優先順位を設定する際に、ドイツにはG7の、南アフリカにはアフリカ連合を代表して、女性に焦点を当てるように促すものである。

## 書籍
ウーダンは夫との共著で4冊の本を出している。China Wakes: The Struggle for the Soul of a Rising Power（日本語訳『新中国人』）とThunder from the East: Portrait of a Rising Asia（日本語訳『アジアの雷鳴』）は、東アジアの文化的、社会的、政治的状況を、インタビューや個人的な体験を通して考察したアジア研究書である。3冊目の本はHalf the Sky: Turning Oppression into Opportunity for Women Worldwide（日本語訳『ハーフ・ザ・スカイ』）で、この本を元にした
PBSのドキュメンタリー番組で、ウーダンは賞を受賞した。『ハーフ・ザ・スカイ』はFacebookのゲームにもなり、110万人以上がプレイした。2014年に刊行された4冊目の本A Path Appears: Transforming Lives, Creating Opportunityは、利他主義が我々にどのような影響を与え、どのように変化をもたらすかについて書かれている。

## 役職
財務委員会や投資委員会など、10年以上にわたってコーネル大学の評議員を務めた。また、プリンストン大学ウッドロー・ウィルソン・スクールの諮問委員を長年務め、2013年には同窓生からプリンストン大学の理事に選出された。

## 著作物
- Nicholas D. Kristof; Sheryl WuDunn (12 October 2011). China Wakes: The Struggle for the Soul of a Rising Power. Knopf Doubleday Publishing Group. ISBN 978-0-307-76423-2
  - 日本語訳: ニコラス・D・クリストフ、シェリル・ウーダン 著、伊藤整、伊藤由紀子 訳『新中国人』新潮社、1996年。ISBN 978-4105327019。
- Nicholas D. Kristof; Sheryl WuDunn (23 February 2001). Thunder from the East. Knopf Doubleday Publishing Group. ISBN 978-0-375-41269-1
  - 日本語訳: ニコラス・D・クリストフ、シェリル・ウーダン 著、田口佐紀子 訳『アジアの雷鳴: 日本はよみがえるか!?』集英社、2001年。ISBN 978-4087733334。
- Nicholas D. Kristof; Sheryl WuDunn (8 September 2009). Half the Sky. Knopf Doubleday Publishing Group. ISBN 978-0-307-27315-4
  - 日本語訳: ニコラス・D・クリストフ、シェリル・ウーダン 著、北村陽子 訳『ハーフ・ザ・スカイ――彼女たちが世界の希望に変わるまで』英治出版、2010年。ISBN 978-4-86276-086-9。
- Nicholas D. Kristof; Sheryl WuDunn (23 September 2014). A Path Appears: Transforming Lives, Creating Opportunity. Knopf Doubleday Publishing Group. ISBN 978-0-385-34992-5
- Nicholas D. Kristof; Sheryl WuDunn (14 January 2020). Tightrope: Americans Reaching for Hope. Knopf Doubleday Publishing Group. ISBN 9780525655091